# وولدمار ولی
وولدمار ولی (انگلیسی: Voldemar Väli) (زاده ۱۰ ژانویهٔ ۱۹۰۳- درگذشته ۱۳ آوریل ۱۹۹۷) کشتی‌گیر اهل کشور استونی بوده است.
از افتخارات وی میتوان به کسب مدال طلا وزن ۶۲- کیلوگرم کشتی فرنگی بازی‌های المپیک تابستانی ۱۹۲۸ و مدال برنز وزن ۶۱ – ۶۶ کیلوگرم بازی‌های المپیک تابستانی ۱۹۳۶ اشاره کرد.